# Disney TH!NK Fast
Disney TH!NK Fast é um jogo de video game desenvolvido pela Magenta Software e públicado pela Disney Interactive Studios, para os consoles PlayStation 2 e Wii. O jogo no estilo quiz, apresenta mais de 5.000 perguntas variadas, sobre conhecimentos gerais e o universo de personagens Disney, além de minigames.
A versão do jogo para o PlayStation 2 acompanha quatro acessórios similares ao encontrado na série Buzz!, onde até quatro jogadores utilizam para poder responder as perguntas. A versão do Wii pode ser jogada com até quatro jogadores, fazendo o uso de quatro Wii Remote ou a combinação de dois Wii Remotes com o Nunchuck.

## Ligações Externas
- Site Oficial (em inglês)
- Ficha do jogo no IGN
- Ficha do jogo no GameStart[ligação inativa]